# Thiers (Puy-de-Dôme)
Thiers – miejscowość i gmina we Francji, w regionie Owernia-Rodan-Alpy, w departamencie Puy-de-Dôme.

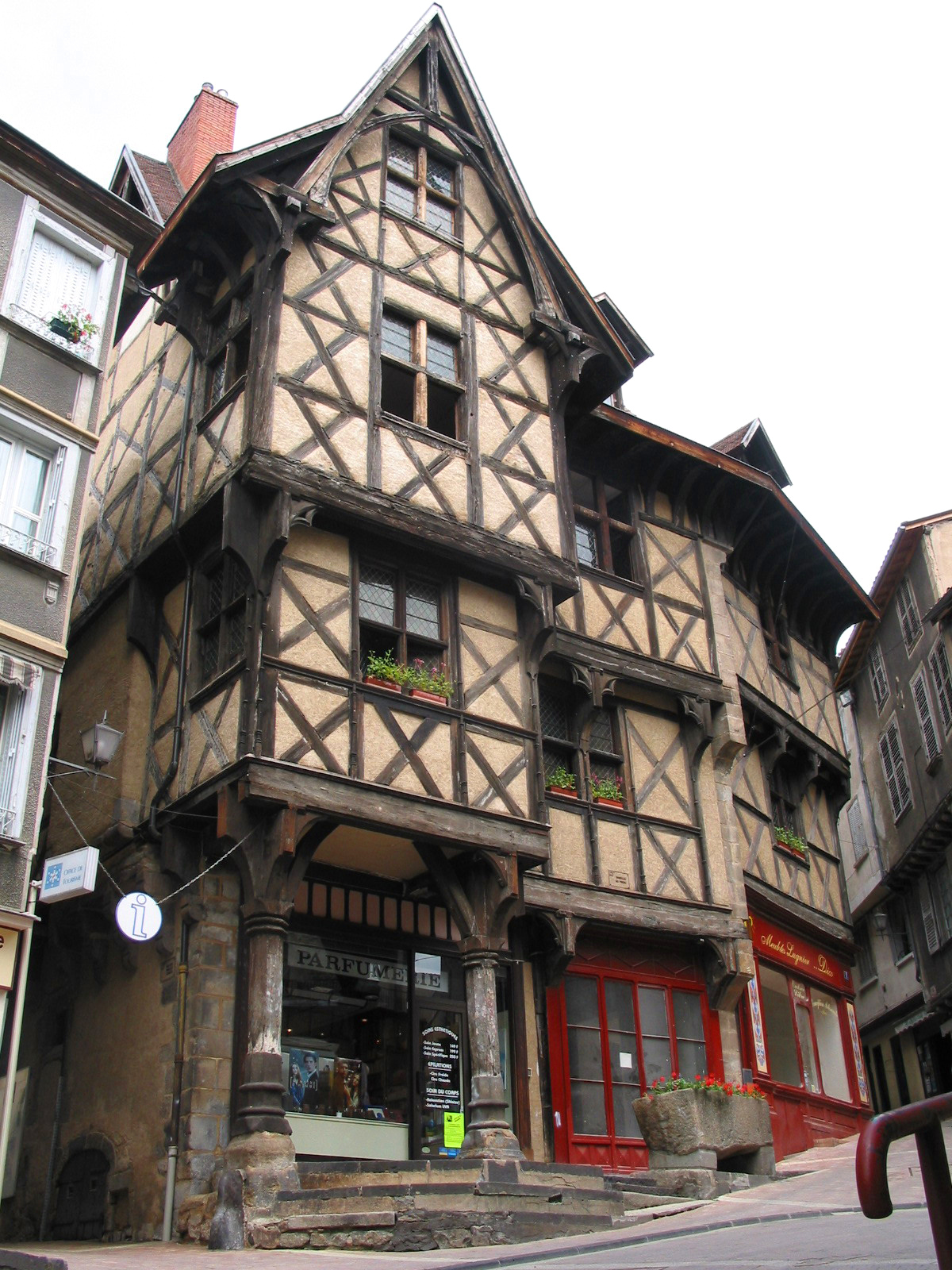
Hotel du Pirou - Dom drewniany (XV wieku).

Według danych na rok 1990 gminę zamieszkiwały 14 832 osoby, a gęstość zaludnienia wynosiła 333 osoby/km² (wśród 1310 gmin Owernii Thiers plasuje się na 10. miejscu pod względem liczby ludności, natomiast pod względem powierzchni na miejscu 64.).